# Mecamor (rzeka)
Mecamor (orm. Մեծամոր), także Sewdżur (orm. Սևջուր) – rzeka w Armenii, dopływ Araksu. Lewym dopływem Mecamoru jest Kasach.